# Heterolocha niphonica
Heterolocha niphonica är en fjärilsart som beskrevs av Butler 1878. Heterolocha niphonica ingår i släktet Heterolocha och familjen mätare. Inga underarter finns listade i Catalogue of Life.